# Вангаратта
Вангаратта (англ. Wangaratta (/wæŋɡərætə/) — город на северо-востоке штата Виктория в Австралии, в 236 км от Мельбурна вдоль шоссе Хьюм. По оценкам на июнь 2018 года, численность городского населения города составляла 19 318 человек.
Город расположен в месте слияния рек Овенс и Кинг, которые протекают по северо-западным склонам Викторианских Альп. Вангаратта является административным центром и самым густонаселенным городом в районе местного самоуправления Rural City of Wangaratta.

## История
Первоначальными обитателями этой территории были народы пангеранг (палланганмидданг, вайвурру, вавероо).
Первыми европейскими исследователями, прошедшими через район Вангаратта, были Хьюм и Ховелл (1824), которые назвали равнины Оксли, расположенные непосредственно к югу от Вангаратта. Томас Митчелл во время своей экспедиции 1836 года положительно отозвался о возможности использования этих земель в качестве пастбищ. Первым поселенцем был Томас Раттрей в 1838 году, который построил хижину (на месте здания Wangaratta RSL) и основал поселение, известное как «Ovens Crossing».
Почтовое отделение в этом районе было открыто 1 февраля 1843 года под названием Овенс. Отделение в Овенсе и открывшееся в тот же день отделение в Килморе были пятым и шестым в округе Порт-Филипп и первыми двумя отделениями внутри страны.
Название Вангаратта было дано колониальным землемером Томасом Веджем в 1848 году в честь скотоводческой станции «Вангаратта», название которой, как считается, было заимствовано из языка коренного населения и означало «место гнездования бакланов» или «встреча вод». Первые продажи земли произошли вскоре после этого, а население в то время составляло около 200 человек. Первая школа была основана Уильямом Биндаллом на улице Чисхолм, в ней учились 17 человек.
В феврале 1852 года в Бичуэрте неподалеку было найдено золото, и к концу года более 8000 старателей устремились на прииски Овенса и Бичуэрта. Вангаратта стал крупным центром обслуживания этих золотых приисков. В результате в начале 1855 года был построен первый мост через Овенс.
19 июня 1863 года совет из семи членов зарегистрировал боро Вангаратта.
В 1870-х годах в поселении был создан ряд ключевых объектов инфраструктуры и услуг, включая первый водопровод. Больница Вангаратта была открыта в 1871 году, а пожарная бригада — в 1872 году. Железная дорога до Мельбурна была открыта 28 октября 1873 года.
28 июня 1880 года в соседнем городке Гленроуэн, расположенном примерно в 10 км, произошла последняя перестрелка, в результате которой был схвачен самый известный австралийский бушрейнджер Нед Келли.
В 1883 году железная дорога была проведена через Сидней.
На рубеже веков население города достигло 2500 человек, а в центре сформировался внушительный уличный пейзаж из гостиниц, коммерческих, общественных и религиозных зданий.
Мэр города Джордж Хэндли и Хьюберт Опперман в Вангаратта, 15 ноября 1927 года, после победы Оппермана на первом этапе Гран-при Данлопа.
Герцог Генри Глостерский посетил Вангаратта во время своего тура по Австралии в 1934 году.
В 1946 году была основана текстильная фабрика Bruck, на которой работало более тысячи рабочих.
Вангаратта был провозглашён городом 12 апреля 1959 года с населением 12 000 человек. В 1980 году были открыты новые муниципальные офисы, которые стали штаб-квартирой сельского города Вангаратта после слияния муниципалитетов в 1995 году.

## География
Географическая планировка города необычна тем, что деловой район расположен на северо-восточной оконечности городской территории, а отдаленные пригороды простираются только на юг и запад. Причина такого расположения заключается в том, что территория за реками, к северу и востоку от делового района, до 1990-х годов была подвержена наводнениям и поэтому не подходила для строительства. В 1990-х годах были построены дамбы, чтобы облегчить наводнения, однако развитие этого района шло медленно.

## Достопримечательности

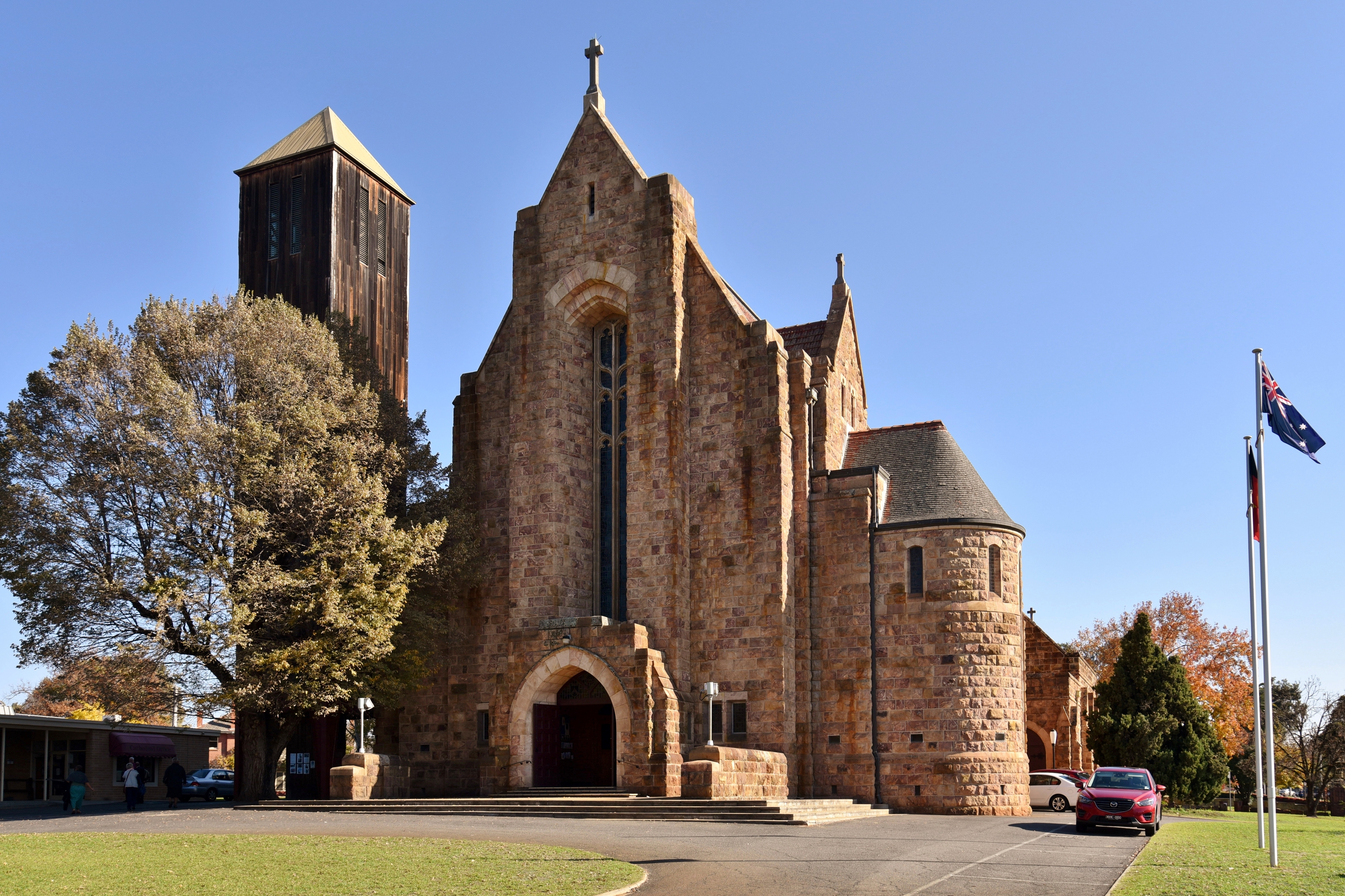
Англиканский собор Святой Троицы

Среди достопримечательностей — англиканский собор Святой Троицы и его кафедральный собор, католическая церковь Святого Патрика и эксцентричное здание суда в стиле арт-деко.

## Климат
Средняя температура самого теплого месяца достигает 22 °C (72 °F), то климат Вангаратта будет влажным субтропическим (Cfa по климатической классификации Кёппена). Несмотря на классификацию, город расположен в переходном регионе, где также наблюдаются сухие обжигающие ветры с северо-запада. Апрель — самый сухой месяц; июль — самый влажный. Изредка выпадает снег, но устойчивые снегопады — редкое явление.
Летом дожди выпадают в виде гроз, а зимой — с холодными фронтами. Периодически случаются сильные волны жары, вызванные перемещением над территорией жаркого сухого воздуха из центральных пустынь Австралии. Температура 40 °C (104 °F) и немного выше бывает в среднем 2-4 раза в год; однако тепловые волны часто сменяются холодными фронтами, которые вызывают значительное понижение температуры. Ежегодно в городе бывает 105,1 дня, что сродни Сиднею и Вуллонгонгу.

## Транспорт

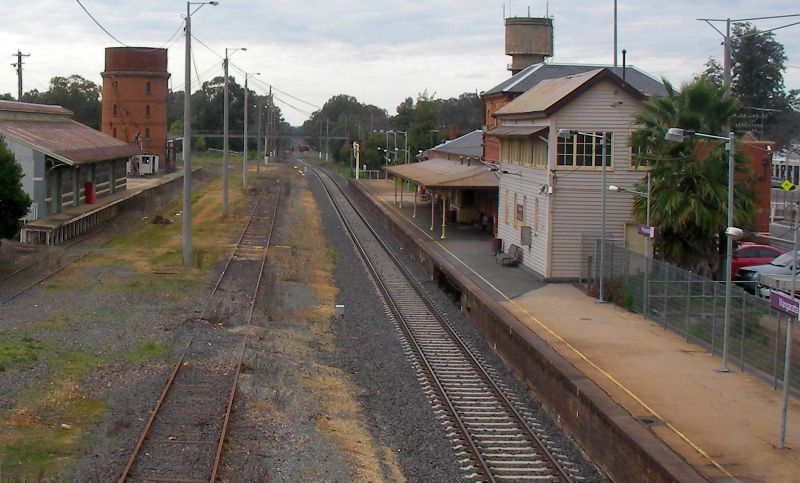
Железнодорожная станция Вангаратта

Дороги являются наиболее используемой транспортной инфраструктурой в Вангаратта. Автострада Хьюм (M31) обходит город с юга и востока, а шоссе C314 сейчас образует главную дорогу через него (как Murphy Street и Wangaratta Road). Город расположен на пересечении нескольких других крупных дорог: Грейт Альпин Роуд (B500), Вангаратта-Ярравонга Роуд (C374), Вангаратта-Уитфилд Роуд (C521) и Вангаратта-Килфира Роуд (C523). Городской автобус ходит каждые полчаса в течение дня по будням и по утрам в субботу по маршруту, охватывающему Вест-Энд Вангаратты, деловой район, Яррунга и, с недавнего времени, Ярравонга-роуд.
Железнодорожный транспорт обслуживает как пассажиров, так и грузы. Железнодорожная станция Вангаратта находится на Северо-Восточной железнодорожной линии, главной железнодорожной линии между Сиднеем и Мельбурном. Она обслуживается железнодорожным сообщением Олбери три раза в день, а также сообщением NSW TrainLink XPT два раза в день в обоих направлениях.
Исторически Вангаратта был оживлённым узлом нескольких железнодорожных ветвей, включая ширококолейную железнодорожную линию 5' 3' Яканданда, узкоколейную железнодорожную линию 2' 6' Уитфилд и ширококолейную железнодорожную линию 5' 3' Брайт и Бичуэрт, все из которых с тех пор закрыты. Еще одна короткая ветка колеи 5 футов 3 дюйма шла на запад к пшеничному элеватору, расположенному на северной стороне реки Овенс в Борхамане. В настоящее время через город проходит железнодорожная линия стандартной колеи 4 фута 8 дюймов, открытая в 1962 году.
Железнодорожная тропа «От Мюррея до гор» — это общая велосипедная и пешеходная дорожка, которая проходит по пути бывшей железнодорожной линии Брайт. Непосредственно рядом с Вангараттой проходит автострада Хьюм.
Вангаратта также обслуживается небольшим аэропортом Вангаратта.